# Pelagius II
Pelagius II, född i Rom, var påve från den 26 november 579 till sin död i Rom den 7 februari 590. 

## Biografi
Pelagius var av gotisk härkomst, var son till en Winigild, och valdes till påve med namnet Pelagius II, medan langobarderna belägrade Rom, sommaren 579. Hans pontifikat präglades av strider mot dessa, mot vilka han förgäves sökte kalla både den grekiske kejsaren och den frankiske kungen till hjälp. 
Hans konsekrering till påve verkar ha uppskjutits för inväntande av den bysantinske kejsarens erkännande, vilket omöjliggjordes på grund av langobardernas belägring. Hans konsekrering ägde rum först den 26 november, fyra månader efter att han blivit vald. En av hans segrar som påve var att, antingen med sina ord eller sina pengar, ha förmått langobarderna att lämna Rom. Den bysantinske kejsaren sände en exark till Italien under Pelagius tid, som från Ravenna hade militär och civil suveränitet över hela halvön. 
Till sin hjälp hade Pelagius legaten Gregorius, som senare skulle bli påve Gregorius I och helgonförklaras. Pelagius är i övrigt mest känd som celibatets sagesman, och för att han upplät sitt hem till sjukhus. Han avled i pesten den 7 februari 590, och begravdes i Peterskyrkan.